# كوينتن ديفيز
كوينتن ديفيز (بالإنجليزية: Quentin Davies, Baron Davies of Stamford) هو دبلوماسي وسياسي بريطاني، ولد في 29 مايو 1944 في أكسفورد في المملكة المتحدة. حزبياً، نشط في حزب المحافظين وحزب العمال.

## مناصب
- في الانتخابات العمومية للمملكة المتحدة 1987 [الإنجليزية]‏، انتخب عضو البرلمان الخمسون للمملكة المتحدة عن دائرة Stamford and Spalding (UK Parliament constituency) [الإنجليزية]‏ خلال فترته النيابية ‏ (11 يونيو 1987 – 16 مارس 1992).
- في الانتخابات العامة في المملكة المتحدة 1992 [الإنجليزية]‏، انتخب عضو البرلمان الحادي والخمسون للمملكة المتحدة عن دائرة Stamford and Spalding (UK Parliament constituency) [الإنجليزية]‏ خلال فترته النيابية ‏ (9 أبريل 1992 – 8 أبريل 1997).
- في الانتخابات العامة في المملكة المتحدة 1997 [الإنجليزية]‏، انتخب عضو البرلمان الثاني والخمسون للمملكة المتحدة عن دائرة غرانثام وستامفورد وقد انضم خلال فترته النيابية ‏ (1 مايو 1997 – 14 مايو 2001) للكتلة البرلمانية حزب المحافظين.
- في الانتخابات العامة في المملكة المتحدة 2001، انتخب عضو برلمان المملكة المتحدة الـ53 عن دائرة غرانثام وستامفورد وقد انضم خلال فترته النيابية ‏ (7 يونيو 2001 – 11 أبريل 2005) للكتلة البرلمانية حزب المحافظين.
- انتخب عضو برلمان المملكة المتحدة الـ54 عن دائرة غرانثام وستامفورد وقد انضم خلال فترته النيابية ‏ (26 يونيو 2007 – 12 أبريل 2010) للكتلة البرلمانية حزب العمال.
- في الانتخابات العامة في المملكة المتحدة 2005، انتخب عضو برلمان المملكة المتحدة الـ54 عن دائرة غرانثام وستامفورد وقد انضم خلال فترته النيابية ‏ (5 مايو 2005 – 26 يونيو 2007) للكتلة البرلمانية حزب المحافظين.
- انتخب وزير ظل الدولة لشؤون إيرلندا الشمالية [الإنجليزية]‏ (14 سبتمبر 2001 – 11 نوفمبر 2003).
- انتخب وزير الدولة للمشتريات الدفاعية [الإنجليزية]‏ (5 أكتوبر 2008 – 11 مايو 2010).